# Margarita Rosa de Francisco
Margarita Rosa de Francisco Baquero, còn được gọi là Margarita Rosa hoặc La Mencha (sinh ngày 8 tháng 8 năm 1965 tại Cali, Colombia) là một diễn viên telenovela Colombia, diễn viên điện ảnh, ca sĩ và người dẫn chương trình truyền hình.

## Những năm 1980
Margarita Rosa de Francisco sinh tại Cali vào ngày 8 tháng 8 năm 1965. Bà là con gái của Gerardo de Francisco, một nhạc sĩ và diễn viên và nhà thiết kế thời trang Mercedes Baquero. Bà cũng là em gái của nhân vật truyền hình Martin de Francisco. Khi còn là một đứa trẻ, Margarita tham gia các lớp học múa ba lê tại Nhạc viện Antonio Maria Valencia ở Cali, nơi bà nhanh chóng thôi học do các vấn đề ở cột sống. Bà thực hiện bộ phim đầu tay vào năm 1981 với vai diễn trong bộ phim Tacones. Sau đó, bà chuyển đến thành phố New York để học tiếng Anh và năm 1984 được chọn làm người mẫu của năm. Đại diện cho "Valle del Cauca", bà được trao vương miện vicereine trong cuộc thi sắc đẹp quốc gia năm 1984 tại Colombia, sau đó đại diện cho Colombia trong cuộc thi Hoa hậu Thế giới 1985, cuộc thi mà bà không thi đấu thành công.
Năm 1986, bà xuất hiện trên truyền hình của mình trong telenovela Gallito Ramirez, đạo diễn bởi Julio Cesar Luna. Ở đó, bà gặp Carlos Vives, và họ kết hôn vào ngày 20 tháng 8 năm 1988. Khoảng thời gian bà gắn bó với chương trình đã mang lại cho cô giải thưởng Simon Bolivar cho vai trò nữ diễn viên nổi bật.
Bà sau này là người dẫn chương trình 24 giờ. Năm 1988, bà củng cố sự nghiệp diễn xuất của mình một lần nữa trong phim truyền hình Los Pecados de Ines de Hinojosa.